# برزبيل (حومة أبهر)
برزبیل (بالفارسية: برزابیل) هي قرية تقع في إيران في منطقة مركزية ريفية. يقدر عدد سكانها بـ 30 نسمة بحسب إحصاء 2016.